# لورين هيلدبرانت
لورين هيلدبرانت (بالإنجليزية: Lauren Hildebrandt)‏ هي موسيقية أمريكية، ولدت في 19 ديسمبر 1982 في سكوتسديل في الولايات المتحدة.

## وصلات خارجية
- الموقع الرسمي
- لورين هيلدبرانت على موقع ميوزك برينز (الإنجليزية)
- لورين هيلدبرانت على موقع ديسكوغز (الإنجليزية)